# Arthur Korn
Arthur Korn, född den 20 maj 1870 i Breslau, död den 21 december 1945 i Jersey City, var en tysk fysiker.
Korn grundade det första praktiskt användbara systemet för bildtelegrafering och lyckades 1904 åstadkomma den första telegrafiska överföringen av en bild. Korn blev ledamot av Leopoldina 1907 och professor vid tekniska högskolan i Charlottenburg 1914. Efter naziternas maktövertagande 1933 entledigades Korn, som var av judisk börd, från sin tjänst och 1939 begav han sig till Förenta staterna. Bland Korns skrifter märks Handbuch der Phototelegraphie und Teleautographie (1910, tillsammans med Bruno Glatzel), Bildtelegraphie (1923) och Elektrisches Fernsehen (1930).